# Homályos ködröpszitkár
A homályos ködröpszitkár (kígyószisz-szitkár, Microsphecia brosiformis) a szitkárfélék (Sesiidae) családjának egyik, a Kárpát-medencében is honos faja.

## Elterjedése, élőhelye
Valószínűleg pontomediterrán faj, ugyanis Észak-Afrikából leírt példányai téves meghatározásoknak bizonyultak. A 20. század közepén még a Kárpát-medencétől délre előforduló T. tineiformis (Esper, 1789) alfajának tartották, de kiderült, hogy ezek külön fajok.
A Kárpát-medencében igen lokális és nagyon ritka: idáig a Mecsekben, Kalocsa mellett, a Balaton-felvidéken és a Budai-hegységben találták meg. A Felvidéken is előfordul.

## Életmódja
Polifág faj; a tápnövényei a cickafark (Achillea spp.), a szulák (Convolvulus spp.), a terjőke kígyószisz (Echium vulgare) és a lucerna (Medicago sativa). Imágói június-szeptemberben, nappal repülnek.